# Farad
Farad (F) – jednostka pojemności elektrycznej w układzie SI (jednostka pochodna układu SI).
Przewodnik elektryczny ma pojemność elektryczną jednego farada, gdy zwiększa potencjał o 1 wolt po dostarczeniu ładunku 1 kulomba. W uproszczeniu pojemność jednego farada oznacza, że w przewodniku o potencjale jednego wolta można „umieścić” ładunek o wartości jednego kulomba.
Jest to zarazem pojemność kondensatora, w którym naładowanie okładek przeciwnymi ładunkami o wartości 1 kulomba wytwarza napięcie 1 wolta.
{\displaystyle \mathrm {1\,F={\frac {1\,C}{1\,V}}={\frac {1\,A\cdot 1\,s}{1\,V}}=1\,{\frac {A^{2}\cdot s^{4}}{kg\cdot m^{2}}}} }
Jednostka została nazwana na cześć dziewiętnastowiecznego fizyka i chemika angielskiego Michaela Faradaya.
Farad jest bardzo dużą jednostką. Najczęściej używane są podwielokrotności farada:
mikrofarad1 µF = 10−6 F
nanofarad1 nF = 10−9 F
pikofarad1 pF = 10−12 F

## Historia
Pojęcie „farad” zostało początkowo wprowadzone przez Josiaha Latimera Clarka i Charlesa Brighta w roku 1861 jako jednostka ładunku. W roku 1881, na międzynarodowym kongresie elektryków w Paryżu, termin ten był już oficjalnie używany jako określenie pojemności elektrycznej.